# Német csótány
A német csótány (Blattella germanica) vagy muszkabogár a rovarok (Insecta) osztályának a csótányok (Blattodea) rendjéhez, ezen belül a  Blattidae családjához tartozó faj.

## Elterjedése
Ezek a rovarok  Ázsiából származnak, valószínűleg észak-afrikai közvetítéssel. Jelentős előfordulási helyük még Dél-Európa és az Alpok térsége.

## Előfordulása
A német csótány a másik legelterjedtebb csótányfaj a közönséges vagy amerikai csótány mellett, szinte bárhol találkozhatunk vele. Megtalálható vendéglátó egységekben, kórházakban és (gyakran központi fűtésű) családi házakban is.
Gyakorlatilag ugyanazokon a helyeken fordulnak elő, mint a közönséges csótányok, egy kivétellel, ezek a rovarok a mennyezeten is tudnak járni.
A kedvenc tartózkodási helyeik közé a konyha és olyan helyiségek tartoznak melyekben ételt/élelmet tárolnak vagy dolgoznak fel. De szívesen lakják a mosodákat is, melyeket a magas páratartalom és a magasabb hőmérséklet miatt szeretnek.
Modern bevásárlóközpontok is az előfordulási helyeik közé tartozik. Ez főleg a táplálék sokszínűsége és a számtalan búvóhely miatt van. De különböző állattartó épületben is előfordulnak, gyakran találkozhatunk velük ólakban és istállókban is.
A szabadban csak nehézkesen él meg. Ezek közé főleg a szerves anyagot is tároló szeméttelepeken, ahol a szerves anyagok rothadása során hő keletkezik, általában a csótányok számára fontos, hogy a hőmérséklet ne menjen 20 °C  alá. Ezeket a rovarokat még gyakran ajtószárfák mögötti résekben takarólécek/deszkák, laza burkolatok alatt és falfugákban, repedésekben találjuk meg rejtőzködve.

## Megjelenése
A kifejlett példányok 13-16 mm hosszúak. Színük a világos és sötétbarna között változhat. A potrohán két fekete hosszirányú csík található. A hímek színe jellemzően világosabb a nőstényekénél.